# Ataque terrorista en Pathankot de 2016
El 2 de enero de 2016, un grupo de terroristas fuertemente armados atacó la Estación de la Fuerza Aérea de Pathankot, parte del Comando Aéreo Occidental de la Fuerza Aérea India. Dos terroristas y tres miembros de las fuerzas de seguridad murieron en la batalla inicial. El tiroteo y la operación de peinado posterior duraron cerca de 17 horas el 2 de enero. Los terroristas, que vestían uniformes del Ejército de la India, eran sospechosos de pertenecer a Jaish-e-Mohammed, un grupo terrorista islamista.
Otros tres soldados que fueron ingresados al hospital con heridas graves murieron, elevando la cifra de muertos a seis. El 3 de enero se escucharon disparos y otro oficial de seguridad fue asesinado por la explosión de un artefacto explosivo improvisado. La operación continuó el 4 de enero y fue confirmado que un quinto terrorista fue asesinado. El Consejo Muttahida Jihad se atribuyó la responsabilidad por el ataque el 4 de enero.
El secuestro del coche de un superintendente de la policía de Punjab el día anterior fue presuntamente vinculado con el ataque. Los terroristas secuestraron el coche para utilizarlo como transporte, pero no sabían que se trataba de un coche de la policía ya que las luces estaban apagadas. Diversos informes de prensa indicaron que el ataque fue un claro intento de descarrilar un frágil proceso de paz destinado a estabilizar las relaciones deterioradas entre India y Pakistán.